# Vallak
En vallak er en kastreret hingst – altså en hingst, der har fået fjernet testiklerne. Det bevirker, at hingsten bliver steril og ikke kan avle føl. Man kastrerer hingste for at dæmpe deres temperament og gøre dem mere pålidelige – eller hvis de ikke er egnet til avl.
Kastrerede heste eksporteredes tidligere fra Valakiet til Tyskland og Nordeuropa, hvorfor "vallak" er blevet en betegnelse for sådanne heste.
En vallak er mere rolig end en hingst, da den ikke producerer kønshormoner som testosteron. 
| Dyr | Spire Denne artikel om dyr er en spire som bør udbygges. Du er velkommen til at hjælpe Wikipedia ved at udvide den. |